# أحمد الحضرمي
أحمد الحضرمي لاعب سعودي من مواليد محافظة الأحساء.

## مسيرة اللاعب
كانت بداياته مع نادي هجر، ومثّل الفريق الأول، وانتقل لنادي النصر موسم 2008 - 2009 بمبلغ مليونين ونصف المليون ريال، لكنه لم يشارك كثيراً، وأعير موسم 2009 - 2010 لنادي الفتح، وفي موسم 2011 عاد لناديه نادي النصر يرتدي الرقم 36 مع الفتح، وكان يرتدي مع هجر رقم 9، ومع النصر رقم 30. يلعب في مركز الظهير الأيسر.
انتقل الحضرمي من نادي النصر إلي نادي الرائد إعارة لموسم واحد.
عاد مجدداً ووقع في كشوفات نادي هجر ومثله في دوري ركاء السعودي للمحترفين عام 2013م وساهم في صعود الفريق إلى دوري عبد اللطيف جميل السعودي للمحترفين.
بعدها لعب لأندية الحزم والطائي ووقع مع الجيل في عام 2016.

### مسيرة اللاعب بالأرقام
| الموسم | الفريق      | مباريات | أهداف | بطاقة صفراء | بطاقة حمراء |
| ------ | ----------- | ------- | ----- | ----------- | ----------- |
| 08/07  | نادي هجر    | 7       | 2     | 0           | 0           |
| 11/08  | نادي الفتح  | 18      | 6     | 0           | 1           |
| 12/11  | نادي الرائد | 10      | 2     | 0           | 0           |
| 13/15  | نادي هجر    | 7       | 3     | 2           | 0           |
| 20/16  | نادي الجيل  | 40      | 7     | 4           | 0           |